# Passer swainsonii
Passer swainsonii е вид птица от семейство Врабчови (Passeridae).

## Разпространение
Видът е разпространен в Джибути, Еритрея, Етиопия, Кения, Сомалия и Судан.